# Будинок лікаря (Київ)
Буди́нок житлово́го кооперати́ву «Радя́нський лі́кар» або буди́нок лі́каря — один з перших багатоквартирних житлових будинків, зведених у радянський час у Києві, призначався для працівників медичної галузі. Споруджений у стилі конструктивізму за проєктом архітектора Павла Альошина. Пам'ятка історії, архітектури, містобудування місцевого значення (охоронний номер 100-Кв).
Збудований у 1928—1930 роках. Знаходиться на вул. Великій Житомирській, 17/2.

## Зовнішня та внутрішня структура будівлі
Чотириповерховий, цегляний, із секційним плануванням. Об'ємно-просторова композиція зумовлена змиканням вулиць під гострим кутом. Бічні крила будинку розташовано на червоних лініях, центральну частину, маскуючи невигідну містобудівну ситуацію, віднесено вглиб ділянки і виконано у вигляді увігнутої циркульної кривої. Прилягання бічних крил підкреслено напівкруглими ризалітами. Тут відчувається вплив західного «заокругленого стилю». Перед центральним входом розбито невеликий палісадник, Планувальну структуру підпорядковано вимогам комфортності проживання. Квартири дво-, три-, чотири- і п'ятикімнатні. Більшість квартир має наскрізне провітрювання, зручні передпокої-холи. Складний план будинку використано для створення численних підсобних приміщень. У ряді квартир зроблено каміни, розсувні перегородки. Міжповерхові перекриття дерев'яні, над підвальною частиною — залізобетонні. Плоский дах з монолітного залізобетону. На ньому — солярій та прогулянковий майданчик (вперше у Києві).
Виразна композиція фасаду створюється внаслідок вдало знайдених пропорцій, контрастного поєднання горизонтальних поверхових тяг і суцільного засклення сходових кліток, різноманітного, але ретельно продуманого членування балконами, еркерами, лоджіями. Колірне вирішення фасаду також побудовано на контрасті червоної та жовтої цегли.
Суто функціональне ставлення до планувальної структури будівлі органічно поєднано з високим естетичним рівнем вирішення її фасадів та використанням технічних новинок, що дає підставу віднести пам'ятку до найяскравіших зразків житлової архітектури свого часу.

## Видатні особи, що проживали у будівлі
У 1930—1961 роках тут жив Павло Федотович Альошин  (1881—1961) — архітектор, дійсний член Академії архітектури УРСР (з 1945), доктор архітектури (з 1946), почесний член Академії будівництва та архітектури УРСР (з 1958). У цей період за його проєктами збудовано селище Харківського тракторного заводу (1931), будинки інститутів фізики та ботаніки АН УРСР у Києві (обидва — 1933), реконструйовано Педагогічний музей (1937), зведений за його проєктом тощо. У повоєнний період розробив проєкти та керував відбудовою будинків університету, Маріїнського палацу (1944—1951). Авторський колектив, який під його керівництвом брав участь у конкурсі на найкращий проєкт забудови Хрещатика, одержав другу премію, 1945 року розробляв теорію застосування художньої кераміки в архітектурі. Викладав у Київському художньому інституті (професор з 1921). Проживав у п'ятикімнатній квартирі № 22 на другому поверсі у лівому крилі будинку.
У 1938—1947 роках (з перервами) у будинку жила Любов Михайлівна Гаккебуш (1888—1947) — актриса, народна артистка УРСР (з 1943), педагог, перекладачка. З 1922 року викладала у школах і студіях Києва, з 1944 року — в інституті театрального мистецтва ім. І. Карпенка-Карого. За свою 30-річну сценічну діяльність створила понад 100 ролей. Автор перекладів українською мовою понад 40 п'єс. Останні роки життя актриси пройшли у квартирі № 20 на першому поверсі. 
З 1950-х років у квартирі № 6 будинку проживав Вадим Миколайович Іванов (1892—1962) — терапевт, академік АМН СРСР (з 1953), АН УРСР (з 1957), заслужений діяч науки УРСР (з 1946) У 1944—1951 роках — завідувач кафедри терапії санітарно-гігієнічного факультету, керівник госпітальної (1951—1958) і факультетської (1958—1962) терапевтичних клінік Київського медичного інституту, одночасно з 1953 року — завідувач відділу Інституту фізіології АН УРСР, голова Наукового товариства терапевтів УРСР. Відзначений Державною премією УРСР (1951). Автор численних наукових праць з проблем фізіології і патології органів травлення, онкології, захворювання легенів.

## Меморіальні дошки на будівлі
1979 року на фасаді будинку встановлено меморіальну бронзову дошку з горельєфним портретом Павла Альошина (скульптор В'ячеслав Клоков, архітектор Анатолій Ігнащенко); 1970 року — гранітну дошку з барельєфним портретом Любові Гаккебуш (скульптор Іван Кавалерідзе, архітектор Раїса Бикова).